# Freytag & Berndt
La Freytag-Berndt und Artaria KG è una casa editrice austriaca specializzata nel campo della cartografia. 

## Storia
La casa editrice venne fondata nel 1885 a Vienna, che in quei tempi era la prospera capitale dell'Impero austro-ungarico. Gustav Freytag aveva appreso in modo approfondito le tecniche della cromolitografia lavorando a Vienna, Lipsia, Londra e Berlino; nel 1879 aveva fondato la propria stamperia di carte turistiche ed escursionistiche, raggiungendo un considerevole fatturato ed un alto grado di competenza. Nel 1885 Freytag si associò il suo finanziatore Wilhelm Berndt: nacque così la Freytag & Berndt. Inizialmente si trattava di una OHG (società in nome collettivo); nel 1911 divenne una GmbH (società a responsabilità limitata) e nel 1923 una Aktiengesellschafft (società per azioni).   
Nel 1920 la Freytag & Berndt acquisì il settore cartografico della antica casa editrice musicale Artaria, facendone una società controllata. Nel 1940 le due società si fusero nella attuale Freytag-Berndt und Artaria.
Dopo la caduta della Cortina di ferro, Freytag & Berndt ha approfittato dell'occasione per espandersi nei mercati emergenti della Repubblica Ceca (1990), della Slovacchia (1992) e dell'Ungheria (1995). L'azienda è anche riuscita ad acquistare la casa editrice tedesca Bergverlag Rother (1990) e gli istituti cartografici SHOCart dalla Repubblica Ceca e Mapiberia dalla Spagna (2005).

## Oggi
Freytag un Berndt rimane una delle istituzioni cartografiche più rinomate nei paesi di lingua tedesca, considerando la Kompass Karten GmbH di Innsbruck come l'unico concorrente privato rimasto nella produzione di carte per l'escursionismo per le Alpi Orientali austriache e tedesche. Nella gamma di prodotti dell'azienda si trovano inoltre carte stradali, mappe per il ciclismo, piante di città ed atlanti.